# Erhard Busek

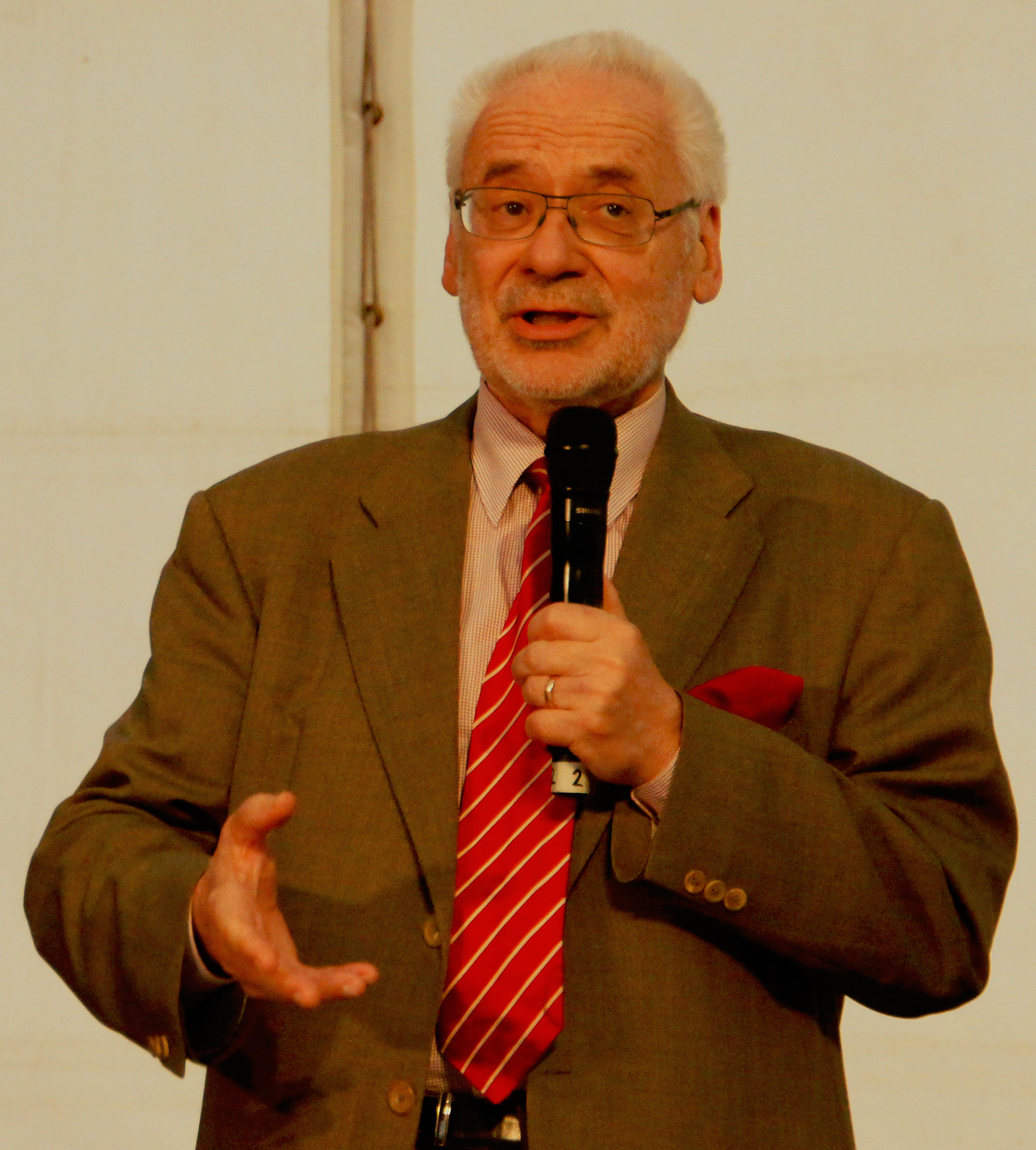
Erhard Busek (Wien 2013)

Erhard Busek (* 25. März 1941 in Wien; † 13. März 2022 in Kaumberg) war ein österreichischer Politiker der ÖVP und von 1991 bis 1995 Vizekanzler. Ab 1995 war der Jurist Vorstandsvorsitzender des Instituts für den Donauraum und Mitteleuropa und ab 2012 Ehrenpräsident des Europäischen Forums Alpbach und Kuratoriumsmitglied der Initiative A Soul for Europe.

## Leben

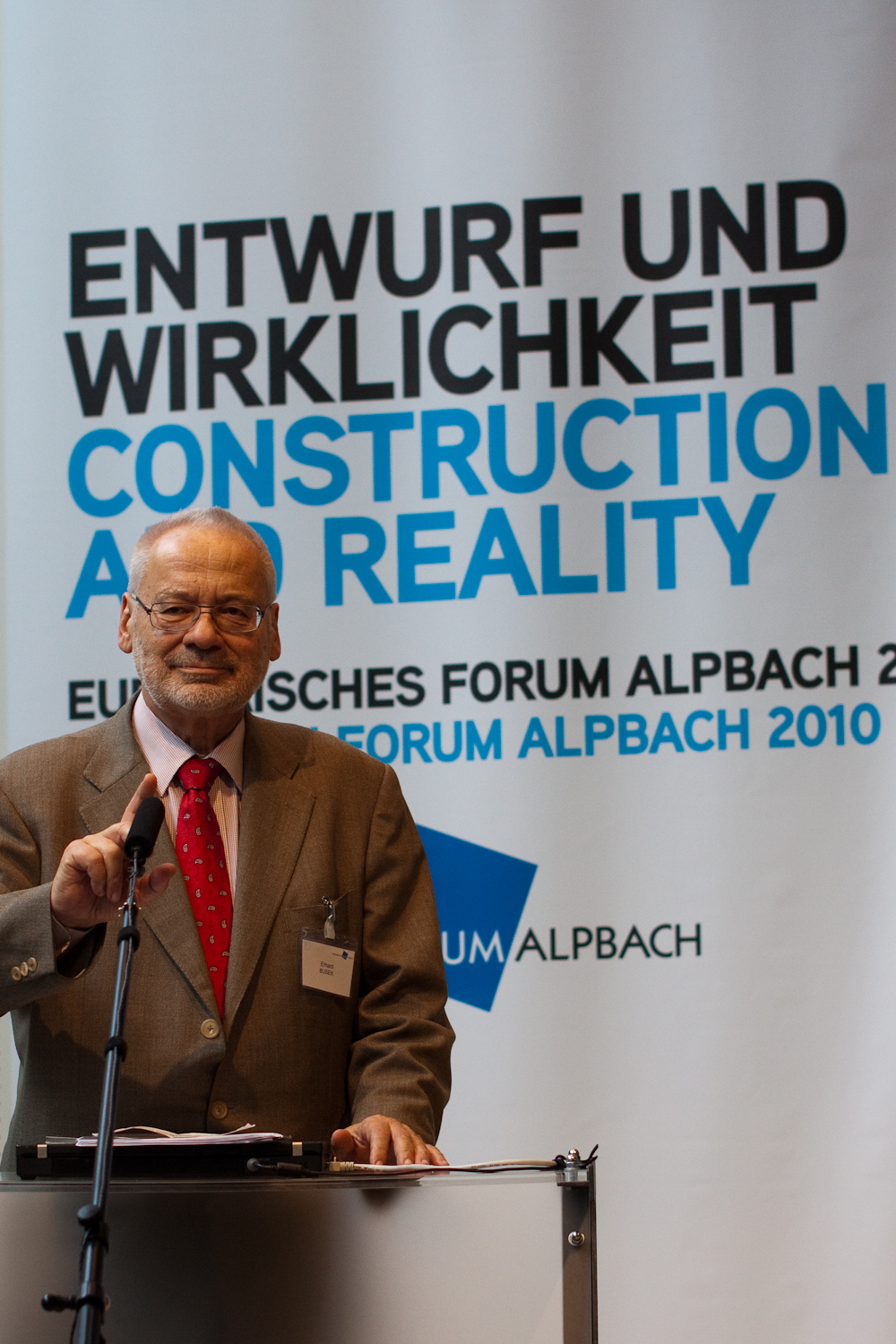
Busek beim Forum Alpbach 2010

Erhard Busek war Sohn eines Ingenieurs und Baumeisters, seine Mutter stammte aus einer Familie von Gewerbetreibenden. Seine römisch-katholische Prägung, die er bis zuletzt behielt, bekam er von seiner Familie. So engagierte er sich schon früh in der Kirche, war Ministrant, Mitglied der Katholischen Jungschar und der Katholischen Jugend.
Er besuchte das Döblinger Gymnasium in Wien, an dem er 1959 seine Reifeprüfung mit Auszeichnung ablegte. Nach Abschluss seines Studiums der Rechtswissenschaft an der Universität Wien mit dem akademischen Grad Dr. iur. begann er seine politische Laufbahn als zweiter Klubsekretär der ÖVP im Parlament. Von 1969 bis 1972 war er stellvertretender Generalsekretär und von 1972 bis 1976 Generalsekretär des Österreichischen Wirtschaftsbundes.
Während der Kanzlerschaft von Bruno Kreisky wurde er 1975/76 zum ÖVP-Generalsekretär bestellt und wechselte 1976 zur Wiener Landespartei, welcher er zu Beginn der Umweltschutz-Bewegung ein grünes Image gab („bunte Vögel“). Bis 1989 war er Landesparteiobmann der Wiener ÖVP, 1978 bis 1987 war er Vizebürgermeister und Landeshauptmann-Stellvertreter von Wien.
1989 wurde Busek als Bundesminister für Wissenschaft und Forschung in die österreichische Bundesregierung unter Bundeskanzler Franz Vranitzky (SPÖ) berufen. 1991 wurde er als Nachfolger von Josef Riegler zum Bundesparteiobmann der ÖVP gewählt.
Als Bundesparteiobmann gehörte Busek – wie viele seiner Vorgänger – auch der Regierungsspitze an. Von 1991 bis 1995 war er Vizekanzler in der Großen Koalition mit der SPÖ und gleichzeitig Bundesminister für Wissenschaft und Forschung (bis 1994) sowie Bundesminister für Unterricht und kulturelle Angelegenheiten (1994–1995).
1995 wurde er an der Parteispitze der ÖVP durch Wolfgang Schüssel abgelöst. Seine Absetzung war Folge einer Kampagne durch Hans Dichand, den damaligen Herausgeber der Kronen Zeitung. Im Dokumentarfilm „Kronen Zeitung – Tag für Tag ein Boulevardstück“ sagte Busek: „Unabhängig von der Kronen Zeitung war ich immer, nur ich hab einen Preis dafür bezahlt. Das ist natürlich der Preis gegenüber jenen, die sich mit der Kronen Zeitung arrangiert haben, das ist der Preis, den sie dann unter den eigenen Parteileuten auch zahlen, weil es da die Meinung gibt, gegen die Kronen Zeitung kann man eigentlich nicht bestehen.“
In den folgenden Jahren widmete er sich verstärkt seinen mitteleuropäischen und kulturellen Interessen und übernahm 1995 den Vorsitz des Instituts für den Donauraum und Mitteleuropa. Seit 1996 war er Koordinator der Southeast European Cooperative Initiative (SECI) und war von 2000 bis 2002 Regierungsbeauftragter für die EU-Erweiterung. Von Jänner 2002 bis Juni 2008 war er EU-Sonderbeauftragter für den Stabilitätspakt für Südosteuropa.
Busek eröffnete als Ehrengast und Festredner am 14. Juli 2002 das 5. Europa-Symposium Kaisersteinbruch/Paneuropa-Bewegung Österreich. „Gemeinsames Verständnis für andere Kulturen kommt aus der Kunst“ betonte Busek. In Anwesenheit der Botschafterin von Bulgarien Elena Kirtcheva und des Botschafters von Estland Mart Laanemäe wurden künstlerische Arbeiten beider Länder präsentiert. Sowohl Bulgarien als auch Estland gehörten damals noch nicht zur Europäischen Union. Der Bildhauer Stefan Ljutakov aus Sofia war mit dem Jugendkammerchor „Hll. Kyrill und Method“ anwesend.
Busek wurde zum katholisch-liberalen Flügel der ÖVP gezählt, galt in seiner Partei als kritischer Intellektueller und war auch als Publizist tätig. In seinen Publikationen behandelte er vorwiegend die internationale Rolle Österreichs, insbesondere für Mitteleuropa, die Kulturpolitik und die Kooperation mit den östlichen Nachbarländern. Er war bis zur Zeit der Wende 1989 in der Unterstützung von Dissidentenbewegungen engagiert, mit denen er nach 1989 in ihren neuen Funktionen über das Institut für den Donauraum und Mitteleuropa kooperierte. 1995 übernahm er die Leitung des Gustav Mahler Jugendorchesters (GMJO), wo Claudio Abbado Musikdirektor war. 2000 wurde er Präsident des Europäischen Forums Alpbach (EFA), in dem er in weiterer Folge als Ehrenpräsident agierte.
Ab 22. Oktober 2004 war Erhard Busek der erste Rektor der Fachhochschule Salzburg. Im Frühjahr 2011 folgte ihm Kerstin Fink in dieser Position nach. Busek war Visiting Professor an der Duke University.
Jährlich vergab Busek seit dem Jahr 2002 gemeinsam mit Oliver Vujovic von der South East Europe Media Organisation (SEEMO) den Dr. Erhard Busek SEEMO Award for Better Understanding in South East Europe. Seit dem Jahr 2005 war Busek Vorsitzender des Kuratoriums der Erste Stiftung. Weiters war er Mitglied im Europäischen Rat für Toleranz und Versöhnung.
Gemeinsam mit ÖVP-Politikern wie Andreas Khol und Herbert Kohlmaier gründete er 2009 ein katholisches Laienbündnis, das die Abschaffung des Pflichtzölibats im katholischen Priestertum und die Weihe von Frauen zu Diakoninnen fordert.
Am 21. November 2016 legte Busek seine Mitgliedschaft als Ehrenritter des St. Georgs-Ordens zurück, da die Auftritte des Prokurators des Ordens (Norbert van Handel) seiner Ansicht nach zu einer Verwechslung des Ordens mit einer politischen Organisation führten, was Buseks Meinung dem Inhalt und der Aufgabe des Ordens widerspreche; damit komme der Orden in eine politische Optik, die Busek nicht vertreten könne.
Im Jahr 2021 auf die ÖVP-Korruptionsaffäre angesprochen, relativierte er deren Bedeutung für die politische Zukunftsfähigkeit des Landes. Er erklärte, dass Österreich viele Affären gehabt habe und weiter: „Das Land hat bislang jeden dieser Skandale relativ gut überstanden, was wohl auch eine Mentalitätssache ist. Sie müssen verstehen, welche Rolle Korruption – die kleine, noch legale, und die große – bei uns spielt. Wir wissen eh alle, dass es so ist, man kalkuliert das vorab mit ein, quasi als Entschuldigung.“
Busek nahm in Interviews und Kommentaren immer wieder zu innen- und europapolitischen Entwicklungen Stellung, dabei ging er mitunter auch zu seiner Partei auf Distanz. Kurz vor seinem Tod kommentierte er noch den Krieg in der Ukraine und meinte in Richtung Europa: „Ein bissl aufwachen tät' uns gut.“ Der Krieg Wladimir Putins in der Ukraine habe die Dimension, ein Weltkrieg zu werden. Darüber hinaus übte er auch Kritik an der Tätigkeit Wolfgang Schüssels im Aufsichtsrat des russischen Ölkonzerns Lukoil.

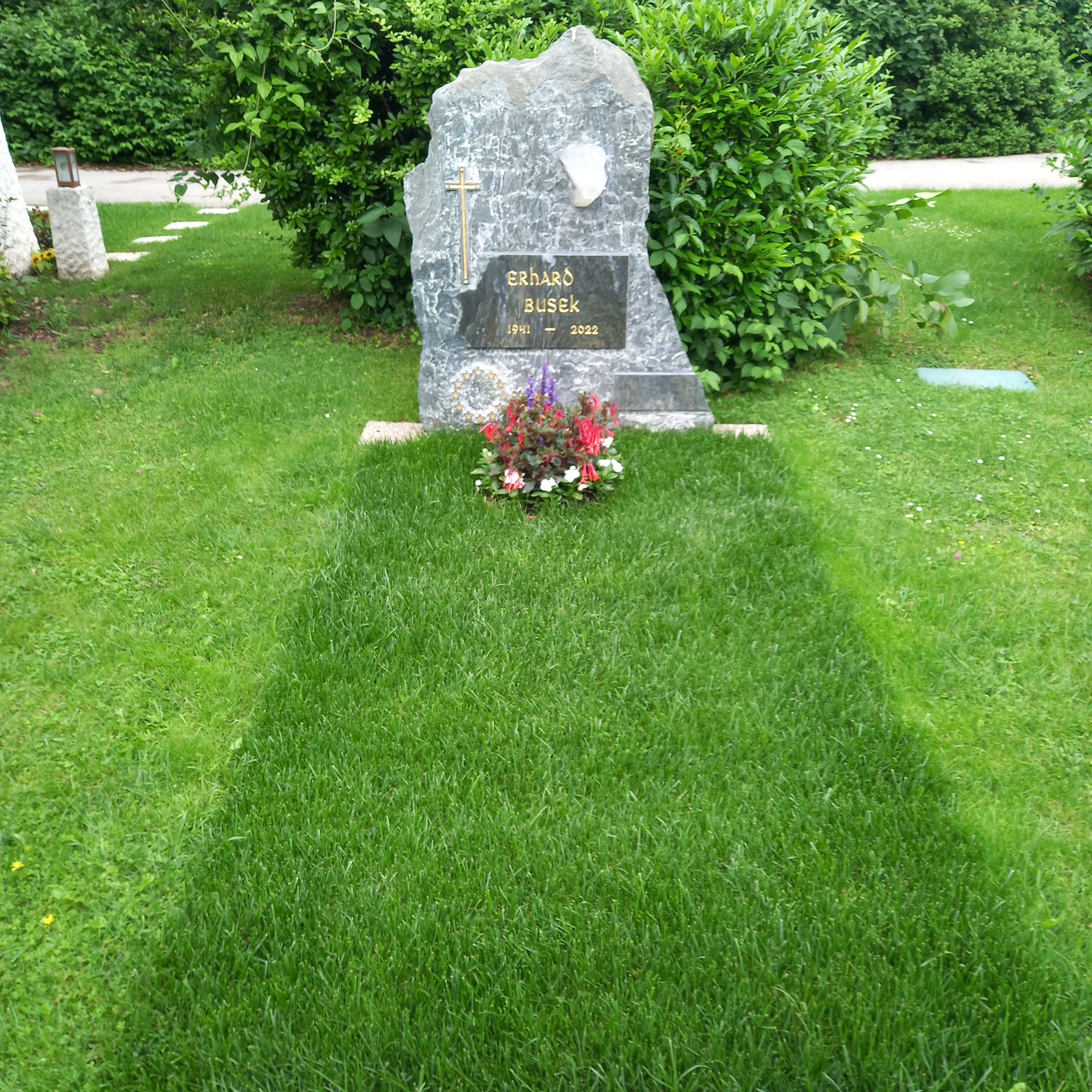
Das Grab von Erhard Busek auf dem Wiener Zentralfriedhof

Er starb im Alter von 80 Jahren am 13. März 2022 und wurde auf dem Wiener Zentralfriedhof in ein Ehrengrab der Stadt Wien beigesetzt.

## Auszeichnungen
Erhard Busek erhielt Ehrendoktorate der Montan-Universität Krakau sowie der Universitäten Bratislava, Czernowitz, Ruse, Brașov, Liberec und der Webster-St. Louis University in Wien. Er erhielt Auszeichnungen von Polen, Ungarn, Italien, Bulgarien, Liechtenstein, Rumänien und der Tschechischen Republik, war Ehrensenator der Medizinischen Universität Innsbruck und erhielt den Corvinus-Preis des Europainstituts Budapest.
- 1991: Ehrenmitgliedschaft des Künstlerhauses Wien[15]
- 1994: Großes Goldenes Ehrenzeichen für Verdienste um das Land Wien mit dem Stern
- 2003: Tschechische Verdienstmedaille
- 2003: Großoffizier des Sterns von Rumänien
- 2004: Großkreuz des Silvesterordens[16]
- 2006: St.-Anna-Preis „für besondere Verdienste um das geistige und kulturelle Wiederzusammenführen der Länder Mitteleuropas“[17]
- 2006: Julius-Raab-Medaille des Österreichischen Wirtschaftsbundes[18]
- 2007: Corvinus-Preis des Budapester Europainstitutes
- 2011: Orden des Weißen Doppelkreuzes, 2. Klasse, der Slowakischen Republik[19]
- 2019: Silberner Verdienstorden (Srebrni red za zasluge) der Republik Slowenien[20]

## Zitate
- „Zum Glück schwinden die Lateinkenntnisse, sonst würde der Staatsbürger wissen, dass Ministerium ‚Dienst‘ heißt.“ (Erhard Busek, 2000)
- „Weiterratifizieren wäre blühender Unsinn. Wichtiger wäre, das Anstehende zu analysieren. Dann käme man drauf, dass die Regierenden die Bürger nicht nur bei der Verfassung, sondern bei der gesamten Entwicklung stehen gelassen haben […] Alle haben sich als Abstauber betätigt, das ist das Problem.“ (Erhard Busek im Juni 2005 nach der Ablehnung der europäischen Verfassung durch Frankreich und die Niederlande)

## Schriften
- mit Meinrad Peterlik: Die unvollendete Republik. Verlag für Geschichte und Politik, 1968.
- mit Gerhard Wilflinger: Demokratiekritik – Demokratiereform. 1969.
- mit Christian Festa und Inge Görner: Auf dem Weg zur qualitativen Marktwirtschaft. Oldenbourg, München 1975, ISBN 3-486-44351-8.
- (Hrsg.): Mut zum aufrechten Gang. Beiträge zu einer anderen Art von Politik. Herold, Wien 1983.
- mit Emil Brix: Projekt Mitteleuropa. Ueberreuter, Wien 1986, ISBN 3-8000-3227-9.
- mit Wolfgang Mantl und Meinrad Peterlik: Wissenschaft und Freiheit. Ideen zu Universität und Universalität. Oldenbourg, Wien-München 1989.
- Wege in die Zukunft. In: Lainz – Pavillon V. Hintergründe und Motive eines Kriminalfalles. Ueberreuter, Wien 1989, ISBN 3-8000-3339-9, S. 88 ff.
- Heimat Politik mit Sitz im Leben. Braintrust, Wien 1994, ISBN 3-901116-10-9.
- mit Rudolf Bretschneider: Mensch in Wort. Reden und Aufsätze. Atelie, Wien 1994, ISBN 3-85308-004-9.
- Mitteleuropa: Eine Spurensicherung. Kremayr & Scheriau, Wien 1997, ISBN 3-218-00633-3.
- mit Martin Schauer (Hrsg.): Eine europäische Erregung. Die „Sanktionen“ der Vierzehn gegen Österreich im Jahr 2000. Analysen und Kommentare. Böhlau, Wien 2000, ISBN 3-205-77121-4.
- Der Grenzgänger. Festschrift für Hans Marte. Wieser, 2000, ISBN 3-85129-323-1.
- mit Georg Winckler, Konrad Paul Liessmann und Hans-Uwe Erichsen: Die Zukunft der Universität. Wuv, Wien 2000, ISBN 3-85114-551-8.
- Zentraleuropa Almanach, Ungarn. Molden 2002, ISBN 3-85485-070-0.
- Österreich und der Balkan. Vom Umgang mit dem Pulverfaß Europas. Molden, Wien 2002, ISBN 3-85485-020-4.
- Offenes Tor nach Osten. Europas große Chance. Molden, Wien 2003, ISBN 3-85485-092-1.
- mit Werner Mikulitsch: Die europäische Union auf dem Weg nach Osten. Molden 2003, ISBN 3-85129-405-X.
- mit Dagmar Abfalter: Kultur und Wirtschaft. Studien, 2004, ISBN 3-7065-1906-2.
- Zu wenig, zu spät. Europa braucht ein besseres Krisenmanagement. Körber-Stiftung, 2007, ISBN 978-3-89684-131-5.
- mit Anton Pelinka: UNSERE ZEIT: Vorwärts gedacht. Rückwärts verstanden. GALILA Verlag, Etsdorf am Kamp 2014, ISBN 978-3-902533-63-0.
- Lebensbilder. Kremayr & Scheriau, Wien 2014.
- mit Trautl Brandstaller: Republik im Umbruch – Eine Streitschrift in zehn Kapiteln. Kremayr & Scheriau, Wien 2016.
- mit Emil Brix: Mitteleuropa revisited: Warum Europas Zukunft in Mitteleuropa entschieden wird. Kremayr & Scheriau, Wien 2018, ISBN 978-3-218-01108-2 (Hardcover), ISBN 978-3-218-01119-8 (EPUB).